# Small Change
Albums de Tom Waits
Nighthawks at the Diner
(1975) Foreign Affairs
(1977)
Small Change est le quatrième album de Tom Waits, sorti en 1976.

## Historique
La chanson titre et Invitation To the Blues serviront dans la bande son du film Enquête sur une passion (Bad Timing) de Nicolas Roeg.

## Titres
| No  | Titre                                                        | Durée |
| --- | ------------------------------------------------------------ | ----- |
| 1.  | Tom Traubert's Blues (Four Sheets To The Wind In Copenhagen) | 6:39  |
| 2.  | Step Right Up                                                | 5:43  |
| 3.  | Jitterbug Boy                                                | 3:44  |
| 4.  | I Wish I Was in New Orleans                                  | 4:53  |
| 5.  | The Piano Has Been Drinking (Not Me)                         | 3:40  |
| 6.  | Invitation to the Blues                                      | 5:24  |
| 7.  | Pasties and a G-String                                       | 2:32  |
| 8.  | Bad Liver and a Broken Heart                                 | 4:50  |
| 9.  | The One That Got Away                                        | 4:07  |
| 10. | Small Change                                                 | 5:07  |
| 11. | I Can't Wait to Get Off Work                                 | 3:17  |

## Musiciens
- Harry Bluestone - violon
- Jim Hughart - basse
- Ed Lustgarden - violoncelle
- Shelly Manne - batterie
- Lew Tabackin - saxophone ténor
- Tom Waits - chant, piano
- Jerry Yester - arrangements cordes